# بری (سرزمین میانه)
بری (Bree) یک روستای خیالی در سرزمین میانی در نوشته‌های جی. آر. آر. تالکین است که در شرق شایر و جنوب فورنوست ارین (توابع آرنور) قرار دارد. طرح این روستا از روی روستای بریل در باکینگهام‌شایر به ذهن تالکین رسیده است. تالکین در سال‌های اولیه که در آکسفورد بود گاهی به این روستا می‌رفت و احتمالاً مدتی در آن زندگی کرده‌است.

## گذشته
روستای بری در دورهٔ سوم سرزمین میانی ساخته شد و از آغاز محل زندگی نژاد انسان بود. بری در محل تلاقی دو جادهٔ مهم راه بزرگ شرق و راه سبز بود از این رو محل بازرگانی مسافران و توقف آن‌ها شده بود چیزی که آرنور نمی‌خواست.
تالکین دو ریشه برای بری ارائه کرده‌است نخست آنکه در دوره نخست، بری را مردمان ادین که به بلریاند نرسیدند بنا نهادند و از جمعیت پر کردند و در شرق کوه‌های اریادور ماندند. دوم آنکه ریشهٔ آن‌ها به دانلندینگزها بازمی‌گردد.
در جریان جنگ حلقه بری محل تمرکز و تجمع غربی انسان‌های سرزمین میانی بود و هیچ تجمع دیگری پیرامون شایر وجود نداشت. در داستان هابیت، ملاقات اتفاقی گندالف و تورین سپر بلوط در بری روی می‌دهد در این ملاقات آن‌ها دربارهٔ بیرون کردن اسماگ از تنهاکوه صحبت می‌کنند که در نتیجهٔ آن اسماگ کشته می‌شود و بیلبو بگینز، حلقهٔ یگانه را پیدا می‌کند.

## واژه شناسی
طبق گفتهٔ تالکین بری (Bree) به معنی «تپه» است نام بریل، که یک روستای واقعی و الهام بخش تالکین بوده نیز از Bre-hyll گرفته شده که در زبان سلتی و زبان انگلیسی باستان به معنی تپه است.